# پیچنده‌ماهی سرپهن
پیچنده‌ماهی سرپهن (نام علمی: Xenisthmus africanus) نام یک گونه از سرده پیچنده‌ماهی است.